# Asociación estelar de Beta Pictoris
La asociación estelar de Beta Pictoris es un grupo de estrellas situadas a una distancia media de 35 parsecs (115 años luz) de la Tierra, se mueven de forma conjunta por la galaxia con un movimiento propio medio de 20 km/s y al poseer un origen común, tras estudiar su luminosidad y calcular su distancia, se le ha estimado una edad de entre 10 y 30 millones de años.
En 2001, quedó establecida que esta asociación estelar contiene al menos 17 sistemas estelares, con un total de 28 estrellas, incluyendo algunas enanas marrones identificadas. La mayoría de sus miembros son estrellas frías, de clase espectral K y M. Siendo en su mayoría invisibles a simple vista.

## Estructura del núcleo de la agrupación
Es considerado un importante objeto de estudio debido a que se trata del grupo de estrellas jóvenes más cercano a la Tierra.

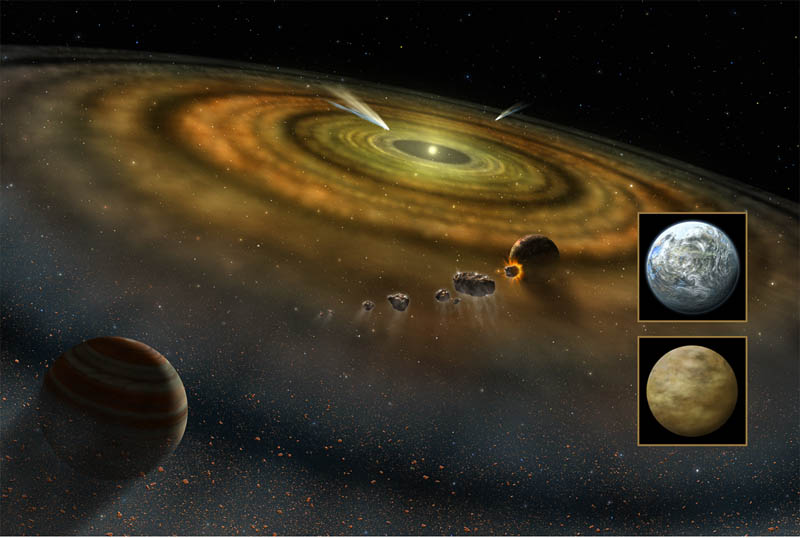
Impresión artística del sistema planetario de Beta Pictoris

 La estrella Beta Pictoris es conocida por poseer un gran disco de gas y polvo, posiblemente un disco protoplanetario. Existen algunas pruebas que demuestran la existencia de un planeta gigante gaseoso en torno a esta estrella. Un planeta interestelar ha sido descubierto en el grupo, se le ha denominado PSO J318.5-22 y es considerado una enana marrón de clase espectral L7.
Una prematura estimación en la edad de Beta Pictoris en 10 millones de años resultó contradictoria con los cálculos de su luminosidad. De conformidad con las modernas teorías sobre la evolución estelar, los miembros de una misma agrupación deben de tener edades similares, pues fueron originadas en una misma región de la galaxia. En 1999 fueron descubiertas un par de enanas rojas enanas que con similar velocidad y edad que β Pictoris apoyaron la hipótesis.

## Localización en la esfera celeste y visibilidad
Esta agrupación estelar se extiende en una extensa región de la esfera celeste en el hemisferio austral debido a su cercanía a nuestro planeta, hay miembros de esta agrupación al menos, en las siguientes constelaciones:
- Ballena
- Corona Australis
- Río Eridano
- Liebre
- Pavo
- Caballete de pintor
- Escorpión
- Horno
- Triángulo austral
- Telescopio.

El área geográfica ideal para su observación es América del Sur y países del hemisferio sur de la Tierra, así como del área ecuatorial. 
Desde España no es posible contemplar parte de estas constelaciones:
- Río Eridano
- Telescopio

Y estas constelaciones solamente son observables en todo o en parte desde latitudes inferiores al trópico de Capricornio:
- Pavo
- Caballete de pintor
- Triángulo austral

## Miembros de la Asociación estelar de β Pictoris visibles a simple vista
Hay 8 sistemas estelares que son miembros de esta asociación estelar y que es posible que sean visibles a simple vista, teniendo en cuenta su visibilidad desde el punto de vista geográfico.
| Nombre                   | Constelación        | B | F  | HD     | HIP   | vis. mag. | Dist. (al) | Clase esp. | Notas             |
| ------------------------ | ------------------- | - | -- | ------ | ----- | --------- | ---------- | ---------- | ----------------- |
| Beta Pictoris            | Caballete de pintor | β |    | 39060  | 27321 | 3,86      | 63,5       | A5V        | Variable δ Scuti  |
| Eta Telescopii           | Telescopio          | η |    | 181296 | 95261 | 5,03      | 160        | A0Vn       | HR 7329           |
| 51 Eridani               | Eridano             | c | 51 | 29391  | 21547 | 5,22      | 96         | F0V        | estrella múltiple |
| HD 203                   | Ballena             |   |    | 203    | 560   | 6,19      | 127        | F3V        | HR 9              |
| HD 146624                | Escorpión           |   |    | 146624 | 79881 | 4,80      | 135        | A1IV       |                   |
| HD 165189                | Corona Australis    |   |    | 165189 | 88726 | 4,92      | 136        | A5V        |                   |
| HD 172555                | Pavo                |   |    | 172555 | 92024 | 4,78      | 93         | A7V        | HR 7012           |
| Beta Trianguli Australis | Triángulo Austral   | β |    | 141891 | 77952 | 2,85      | 40         | F1V        |                   |